# Řád černé orlice
Řád černé orlice (německy Hohe Orden vom Schwarzen Adler nebo Schwarzer Adlerorden) byl nejvyšší pruský řád. Založil jej první pruský král Fridrich I. 17. ledna roku 1701, pouhý den před svou korunovací. Řád byl určen pro vysoké hodnostáře a byl udělován v jediném stupni. Po zrušení Německého císařství a nastolení republiky se stal rodinným řádem dynastie Hohenzollern.
Řád byl koncipován jako rytířský s omezeným počtem 30 členů (pruští princové nebyli započítáváni), na rozdíl od ostatních pruských řádů, které byly záslužné. Pruští princové se stávali členy již při narození, ale práva členů získali až v 10 letech. Do roku 1848 museli uchazeči do tohoto řádu, kteří nedrželi hodnost říšského knížete, doložit šlechtický původ osm generací dozadu a museli přesáhnout věk třiceti let. Po vydání nových řádových statut králem Fridrichem Vilémem IV. dne 20. února 1848 mohli být do řádu přijati i nešlechtici, kteří tímto vstupem obdrželi dědičný šlechtický titul. Držitelé dostávali od roku 1861 při vstupu také automaticky velkokříž Řádu červené orlice.

## Vzhled řádu
Odznakem je zlatý kříž maltézského typu vyvedený v tmavěmodrém smaltu. Mezi jednotlivými rameny jsou umístěny černě smaltované korunované pruské orlice. Ve zlatém středovém medailonu se pak nachází zdobná zlatá iniciála zakladatele F R (Fridericus Rex / Fridrich král).
Hvězda je stříbrná a osmicípá, v kulatém středu je vyobrazena černá orlice ve zlatém poli, okolo se vine bílý pruh s heslem Suum cuique (Každému, co jeho jest).
Barva stuhy je oranžová.
Slavnostní řádový plášť je červený s modrou podšívkou, zlatými šňůrami a vyšitou hvězdou na levé straně.

## Dělení a způsoby nošení
Řád se uděloval v jedné třídě jako odznak s velkostuhou nošenou přes levé rameno, hvězdou na levé straně a odznakem řádu na řetězu.

## Seznam vyznamenaných
Prvních dvacet rytířů řádu, vyznamenaných pruským králem Fridrichem I. dne 17. ledna 1701, den před jeho korunovací králem:
1. korunní princ Fridrich Vilém
2. markrabě Filip Vilém Braniborsko-Schwedtský
3. markrabě Albrecht Fridrich Braniborsko-Schwedtský
4. markrabě Kristián Ludvík Braniborsko-Schwedtský
5. princ Ferdinand von Kurland (1655–1737) pruský generál
6. vévoda Fridrich Ludvík von Schleswig-Holstein-Sonderburg-Beck (1653–1728) - guvernér Pruska a polní maršál
7. Johann Kazimír Kolbe von Wartenberg (1643–1712) - pruský ministr
8. Hans Albrecht von Barfus (1635–1704) - pruský polní maršál
9. Filip Karal von Wylich und Lottum (1650–1719) - pruský polní maršál
10. Alexander zu Dohna-Schlobitten (1661–1728) - pruský generál a diplomat
11. Christoph I. zu Dohna-Schlodien (1665–1733) - pruský generál a diplomat
12. Fridrich Christoph von Dohna-Reichertswalde (1652–1734)
13. Otto Magnus von Dönhoff (1665–1717) - pruský generálporučík a diplomat
14. Julius Ernst von Tettau (1644–1711)
15. Johann Jiří von Tettau (1650–1713) - generálmajor a velitel pluku Garde du corps
16. Vilhelm Dětřich von Bülow (1664–1737)
17. pruský princ Fridrich Vilém Braniborsko-Schwedtský
18. Christoph von Wallenrode (někdy jako Wallenrodt) (1644–1711)
19. Christoph Alexander von Rauschke (xxxx-1725)
20. Johann von Kreytzen - pruský kancléř

## Galerie

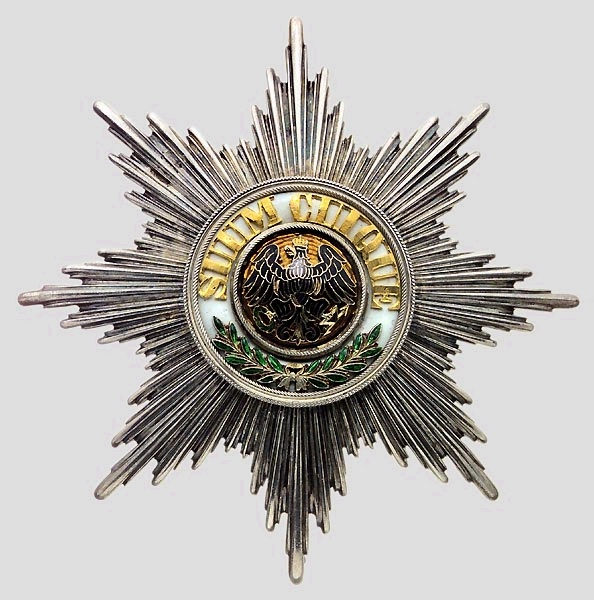
Hvězda řádu
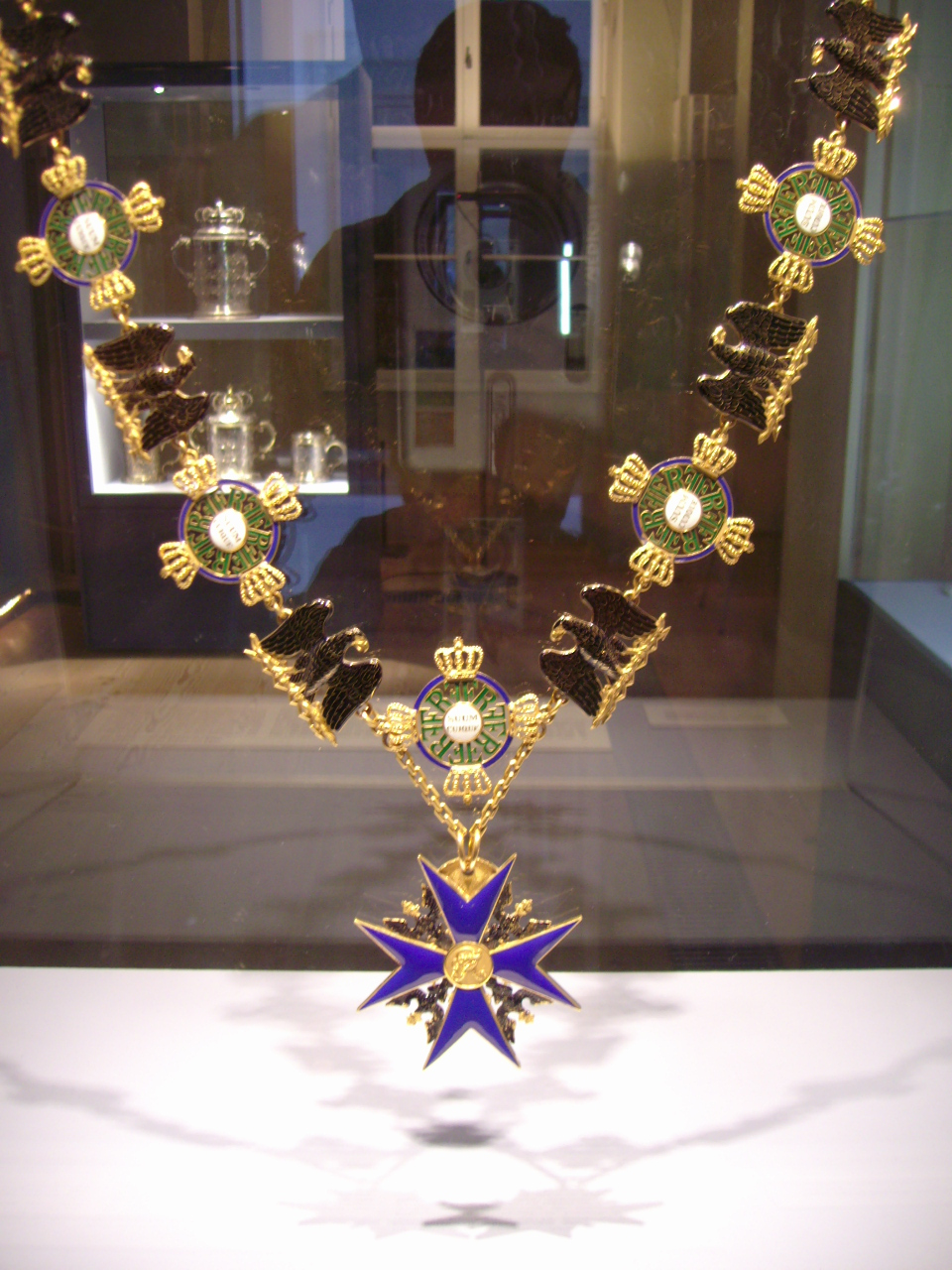
Odznak řádu na kolaně neboli řetězu
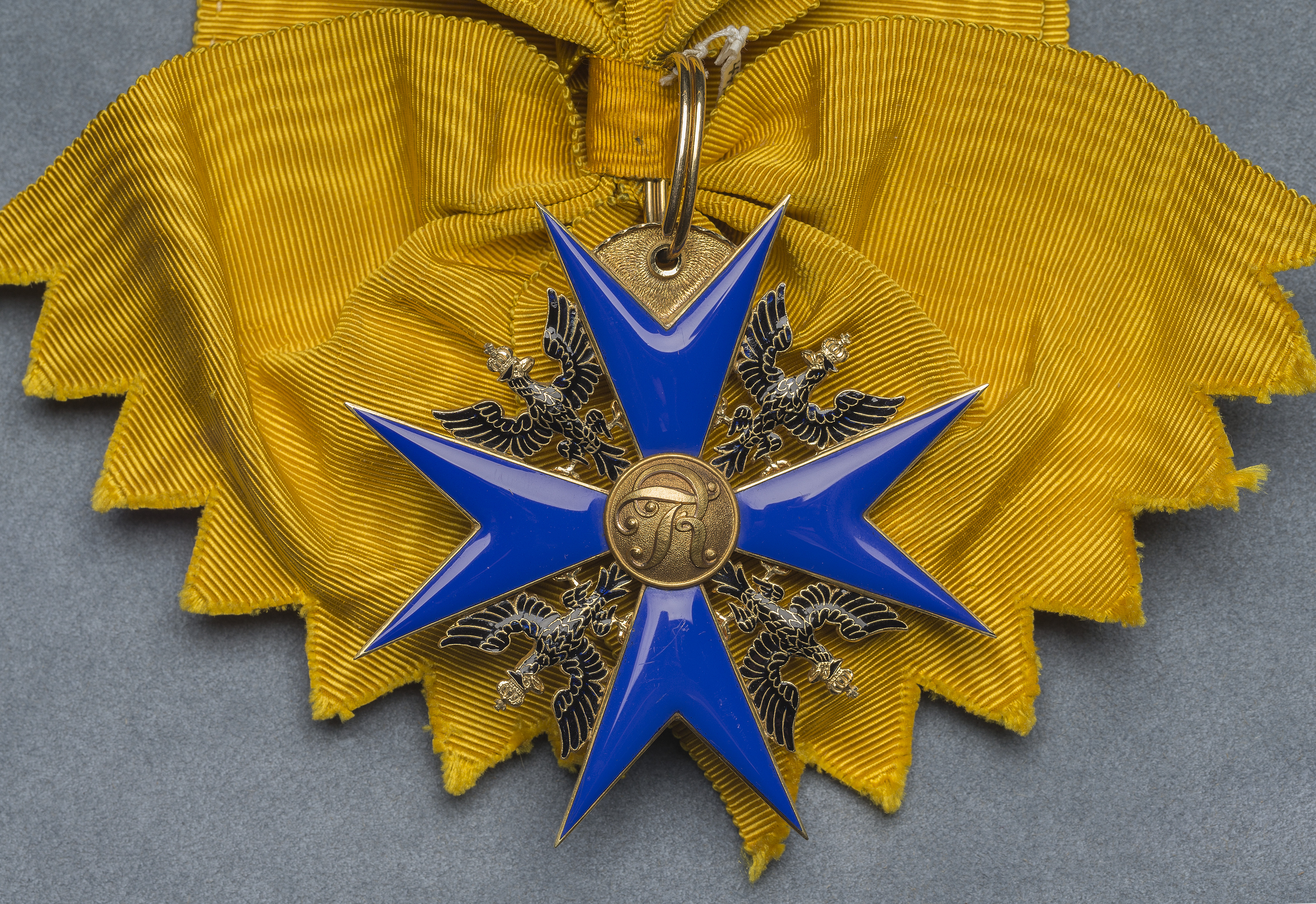
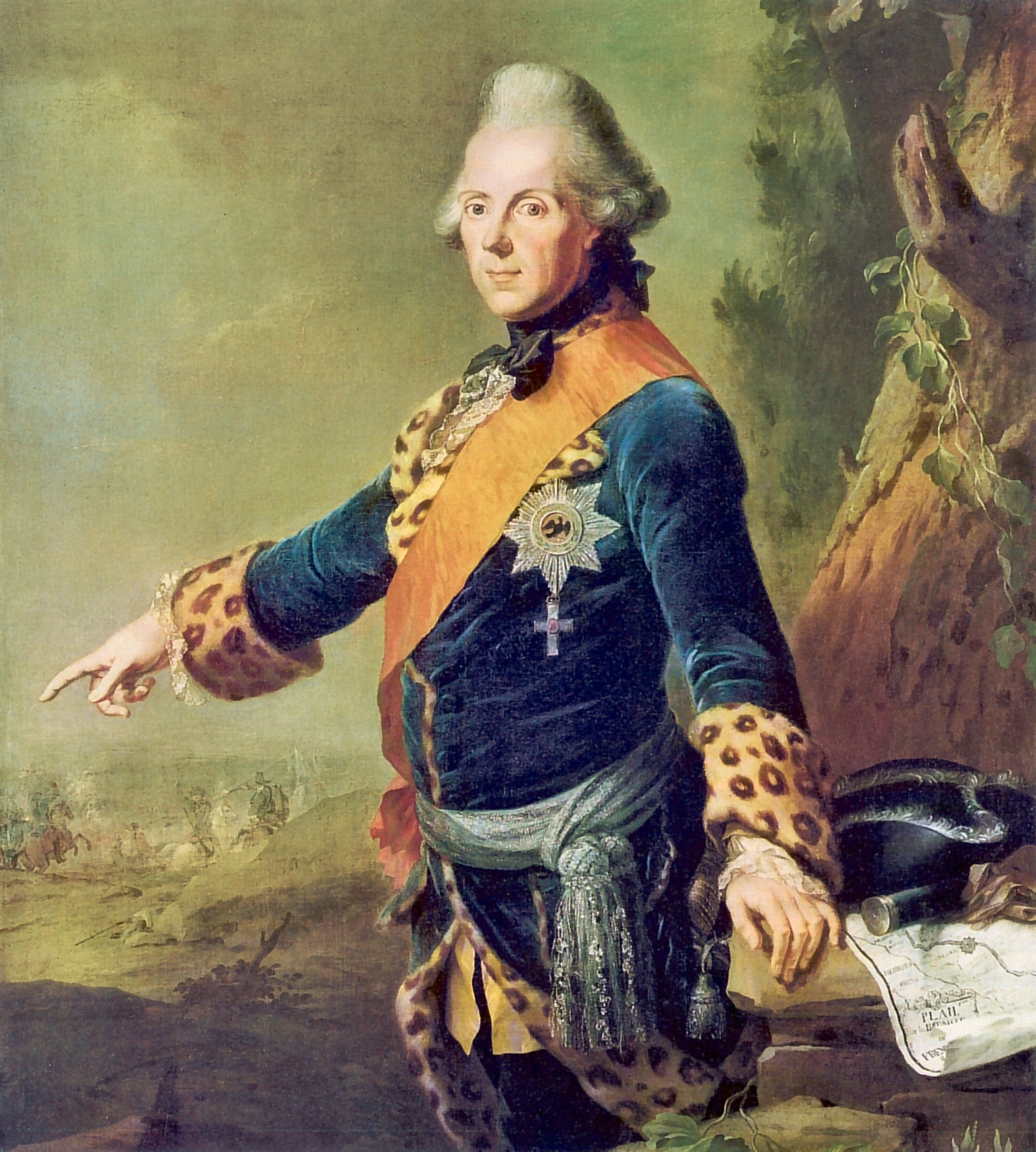
Princ Jindřich Pruský (1726-1802) s velkostuhou a řádovou hvězdou.